# Eriothrix inflatus
Eriothrix inflatus är en tvåvingeart som beskrevs av Kolomiets 1967. Eriothrix inflatus ingår i släktet Eriothrix och familjen parasitflugor. Inga underarter finns listade i Catalogue of Life.